# درنای آبی‌رنگ
درنای آبی‌رنگ (نام علمی: Anthropoides paradiseus)، نام یک گونه از سرده درناهای بانو است. درنای آبی همچنین به عنوان درنای استنلی و درنای بهشتی نیز شناخته شده‌است. درنای بهشتی پرندهٔ ملی آفریقای جنوبی است. این گونه توسط اتحادیه بین‌المللی حفاظت از طبیعت (آی‌یوسی‌ان IUCN) در فهرست سرخ گونه‌های در معرض خطر به عنوان گونهٔ آسیب‌پذیر اعلام شده‌است.

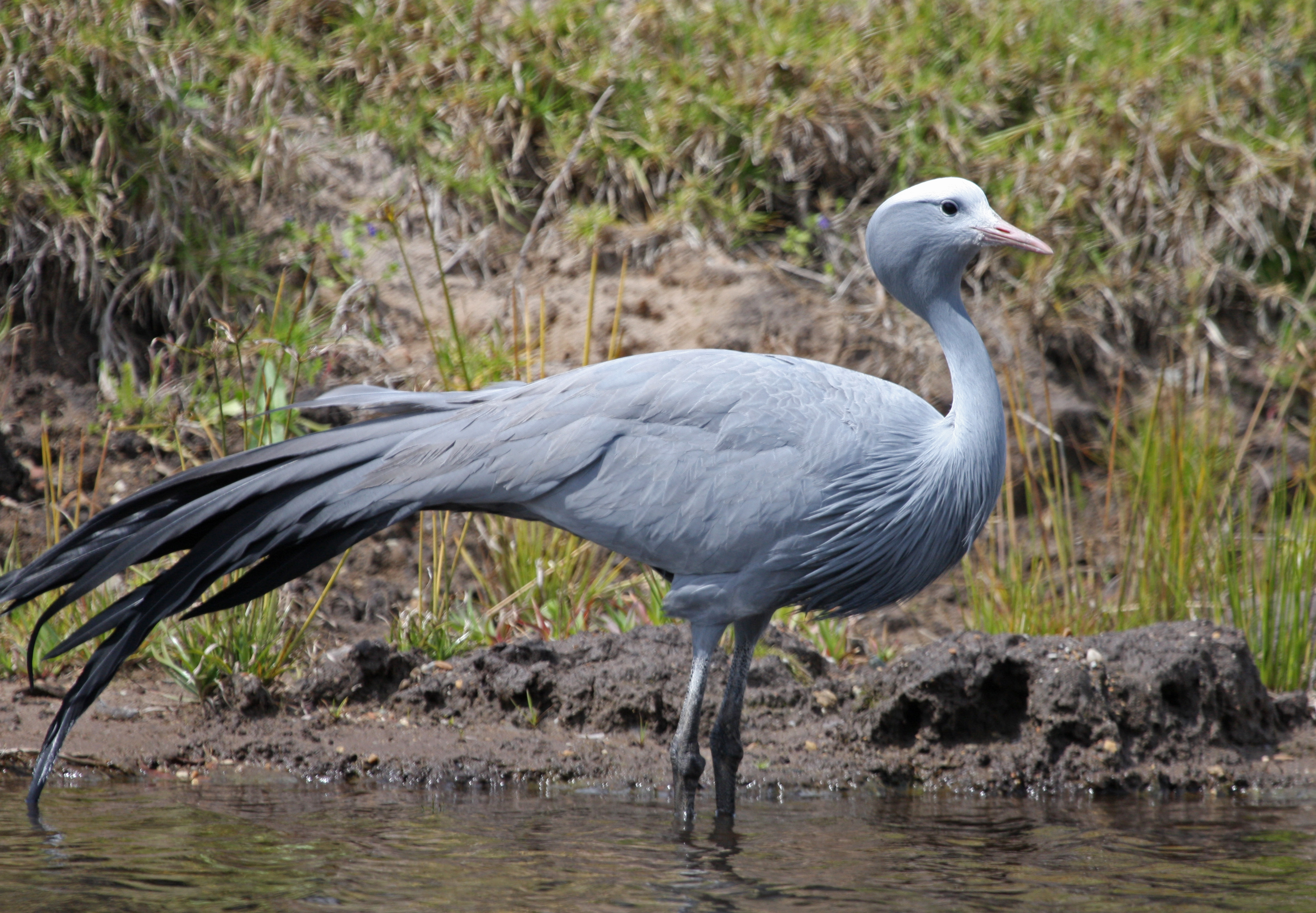
درنای آبی‌رنگ آفریقای جنوبی

## تغذیه
درناهای آبی‌رنگ از زمین تغذیه می‌کنند و به ندرت، در نزدیکی تالاب‌ها مشاهده می‌شوند. بیشتر رژیم غذایی آنها از علف‌های بلند و جگن تشکیل شده‌است، و بسیاری از گونه‌های این پرنده در نزدیکی لانه خود تغذیه می‌کنند. درناهای آبی همچنین به طور معمول و منظم حشره‌خوار هستند، و در تغذیه خود از حشرات متعدد و درشت و قابل ملاحظه‌ای مانند ملخ استفاده می‌کنند. حیوانات کوچک مانند خرچنگ‌ها، حلزون‌ها، قورباغه‌ها، مارمولک‌های کوچک و مار‌ها در رژیم غذایی آنها نقش مکمل را دارند. آنها اغلب با خردشدهٔ چنین مواد غذایی غنی از پروتئینی جوجه‌های نورسته خود را تغذیه می‌کنند.

## پیوند به بیرون

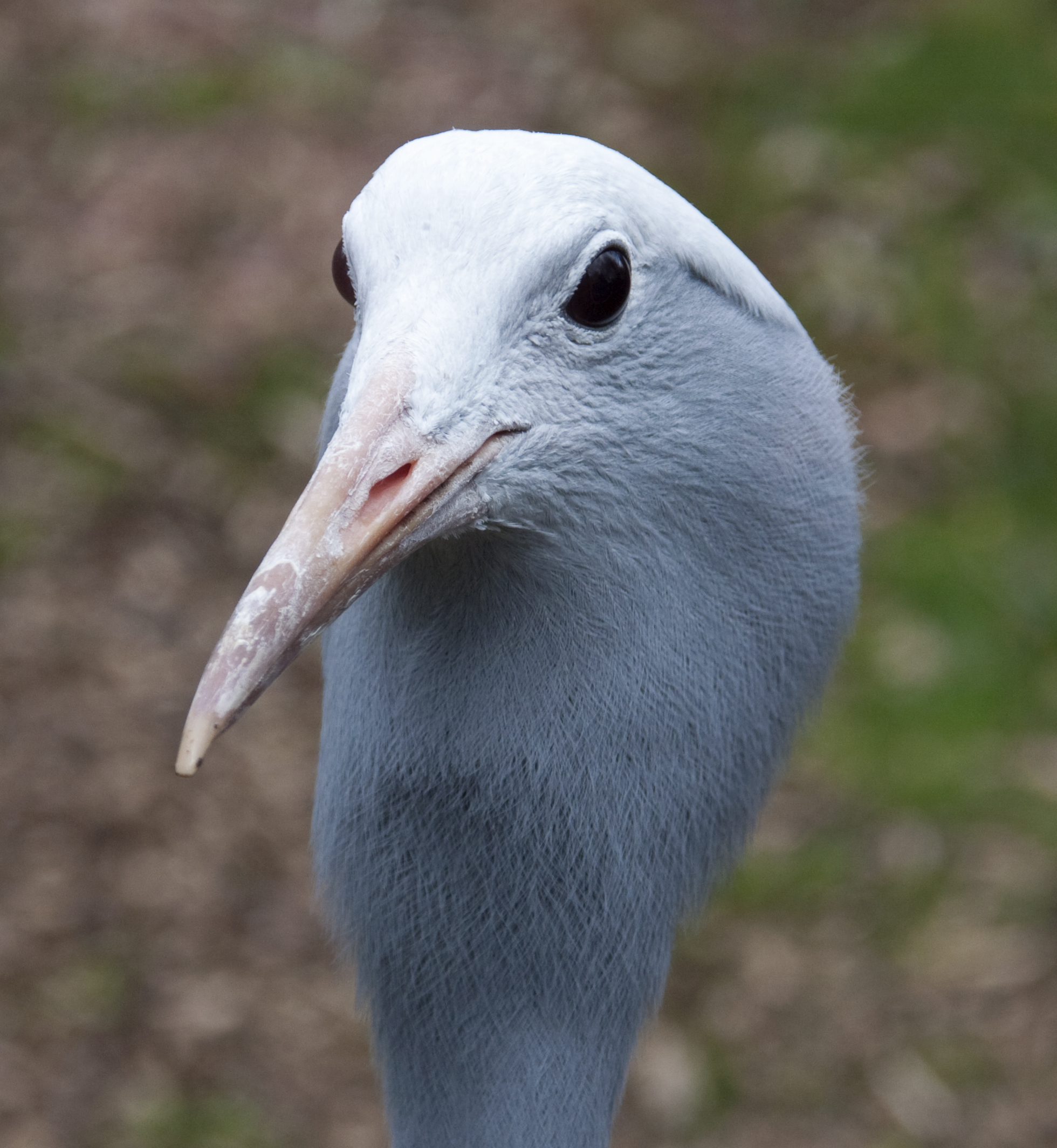
نگارهٔ نزدیک از سر درنا